# فضانورد (فیلم)
فضانورد (ایتالیایی: Cosmonauta) فیلمی در ژانر کمدی-درام است.